# Die Tricktrackpartie
Die Tricktrackpartie (frz. La Partie de trictrac) ist eine Novelle des französischen Schriftstellers Prosper Mérimée aus dem Jahr 1830.

## Rahmenerzählung
Vier Monate muss der Erzähler auf dem Segelschiff bis zum Zielhafen aushalten. Bald kennt er die Gesichter an Bord. Die Geschichten, die bei Flaute erzählt werden, wiederholen sich. Der allmählich gelangweilte Erzähler möchte mit dem Dolch des Kapitäns spielen. Der gibt die Stichwaffe zwar nicht her, doch er erzählt die Geschichte des Offiziers, der den Dolch zu Lebzeiten trug. Alle Zuhörer, die die Geschichte des Leutnants Roger – das war ein guter Freund des Kapitäns – bestens kennen (Binnenerzählung unten), nehmen Reißaus – soweit das an Bord möglich ist.
Dummerweise kann der Erzähler die Geschichte nicht bis zum Schluss präsentieren. Als es richtig spannend wird, meldet ein Fähnrich einen Wal an Backbord. Freudig erregt kommandiert der Kapitän: „Die Jolle ins Meer! Alle Schaluppen ins Meer! Harpunen, Taue!“

## Binnenerzählung
Damals – als junger Fähnrich – lernt der Kapitän den drei Jahre älteren Leutnant Roger kennen. In Brest verliebt sich Roger in die junge hübsche Schauspielerin Gabrielle. Als das liebe Geld in der gemeinsamen Wirtschaftskasse knapp wird, knöpft Roger einem holländischen Leutnant beim Tricktrackspiel achtzigtausend Francs ab. Der Gewinner hat gemogelt und will das viele Geld nicht. Der Holländer schiebt es ihm über den Tisch und erschießt sich in derselben Nacht.
Roger gesteht Gabrielle sein Falschspiel. Ihre erschütterte Erwiderung: „Ich wünschte, du hättest lieber zehn Mann getötet als einen im Spiel betrogen.“ Roger erwägt Selbstmord, schiebt den Gedanken jedoch beiseite. Sechs Wochen später lässt sich Gabrielle mit einem Offiziersanwärter ein. Roger fragt sie nach dem Geld, das sie dafür bekommen habe. Gabrielle bleibt nie eine gepfefferte Antwort schuldig. Sie lasse sich von dem jungen Burschen bezahlen, bestehle ihn aber nicht. Als Gabrielle darauf Roger verlässt, erschließt sich der Unglückliche erneut zu einem Suizid und weiht seinen Freund, den späteren Kapitän und Erzähler der Binnengeschichte, ein.
Aus dem Selbstmord im zweiten Anlauf wird wieder nichts. Gabrielle kehrt reuevoll zu Roger zurück. Auch sie ist eine Diebin geworden.
Das Happy End wird vom französischen Kriegsminister durchkreuzt. An Bord der Fregatte „Galatée“ geht es mit 38 Geschützen gegen die Engländer. Im Kampf gegen die englische Fregatte „Alceste“ – sie hat 58 Geschütze an Bord – bekommt der Erste Leutnant Roger eine Kartätsche in den Leib. Der Sterbende bittet seinen Freund, ihn ins Meer zu werfen. Als dieser der Bitte nicht nachkommt, feuert Roger die Matrosen mit letzter Kraft an. Der Kampf geht anscheinend weiter. Der Freund  bleibt bei Roger und fordert: „Drück mir die Hand!“

## Ausgaben
Französisch
- La Partie de Trictrac (1845)

Deutsch
- „Mateo Falcone und Die Tricktrackpartie. Gelesen von Christian Poewe“. Verlag RADIOROPA Hörbuch 2008 (Audio-CD), ISBN 978-3-8368-0349-6

### Verwendete Ausgabe
- Die Tricktrackpartie. Übersetzer: Alfred Thierbach, S. 256–274 in Prosper Mérimée: Don Juan im Fegefeuer und andere Novellen.  (enthält noch: Die Bartholomäusnacht. Mateo Falcone. Vision Karls XI. Der Sturm auf die Schanze. Die Perle von Toledo. Der doppelte Irrtum. Don Juan im Fegefeuer. Lokis).  Mit einer Einleitung von Herbert Kühn. Dieterich’sche Verlagsbuchhandlung zu Leipzig 1957 (3. Aufl. 1965, Lizenz Rudolf Marx). 476 Seiten